# Музыкальная академия Восточно-Сараевского университета
Музыкальная академия Восточно-Сараевского университета (серб. Музичка академија Универзитета у Источном Сарајеву) — структурное подразделение Восточно-Сараевского университета, одного из двух государственных высших учебных заведений Республики Сербской.

## История
Музыкальная академия была основана в 1994 году в качестве факультета Восточно-Сараевского университета; первый набор студентов состоялся в 1994 году. С 1996 года Академия располагается в здании электротехнического факультета по адресу: Лукавица, улица Вука Караджича, дом 30. Первым деканом Музыкальной академии стал академик Воин Комадина (серб. Војин Комадина, 1933—1997).
Первоначально занятия в Академии были разделены по трём направлениям: общая музыкальная педагогика, сольное пение и композиция. На сегодняшний день преподавание осуществляется в рамках двух учебных программ: вокально-инструментальной и музыкально-педагогической (теоретической) в семи учебных областях: сольное пение, фортепиано, гармоника, скрипка, альт, флейта и гитара.
Музыкальная академия является членом множества международных организаций: AEC (Европейская ассоциация консерваторий), CIA (Международная ассоциация аккордеонистов), CMA (Международная конфедерация аккордеонистов) и Международный музыкальный совет, а также имеет членство в Ассоциации по развитию академической музыки New Sound при ЮНЕСКО.
Академия в рамках своей деятельности сотрудничает с зарубежными учебными заведениями, такими как Российская академия музыки имени Гнесиных (Москва), Национальная музыкальная академия Украины имени П. И. Чайковского (Киев), Белгородский государственный институт искусств и культуры, Луганская государственная академия культуры и искусств, Норвежская музыкальная академия (Осло), Нишская академия художеств (при Нишском университете), музыкальные учебные заведения Сараева, Белграда, Сплита, Любляны, Нови-Сада, Скопье, Осиека, Цетине, Баня-Луки, Загреба.
Музыкальная академия имеет собственную библиотеку, созданную одновременно с учреждением факультета. Основная часть библиотеки содержит материалы, переданные в дар Академии сербским композитором и музыкальным педагогом Властимиром Перчичем. Архив включает в себя собрания сочинений, рукописи, заметки, документы, письма, концертные программы, музыковедческую литературу на нескольких мировых языках, публикации нот сербских и зарубежных композиторов; всего библиотека содержит 797 публикаций.